# Eili Harboe
Eili Harboe (* 16. August 1994 in Stavanger, Norwegen) ist eine norwegische Schauspielerin. International bekannt wurde sie durch ihre Rolle als Thelma in dem gleichnamigen Mystery-Thriller von Joachim Trier, der für Norwegen bei den Oscars 2018 in der Kategorie Bester fremdsprachiger Film ins Rennen ging.

## Leben

### Schauspielkarriere
Im Jahr 2012 debütierte Eili Harboe als Schauspielerin mit ihrer Rolle der Irene in dem norwegischen Filmdrama Kompanie Orheim, das auf dem gleichnamigen Roman von Tore Renberg basiert. Größere Bekanntheit erlangte sie 2013 mit ihrem Debüt als Hauptdarstellerin in dem Film Küss mich, verdammt nochmal! von Stian Kristiansen, sowie 2015 neben Kristoffer Joner mit ihrer Rolle als Vibeke in dem Katastrophenfilm The Wave – Die Todeswelle. Internationale Aufmerksamkeit bekam sie schließlich durch die Hauptrolle in Joachim Triers Film Thelma.
Harboe nennt – neben Kunst, Musik und Literatur – die Schauspielerinnen Naomi Watts, Natalie Portman und Elliot Page, sowie die Filme The Virgin Suicides und Mulholland Drive – Straße der Finsternis als wichtige Inspirationsquellen. Des Weiteren gab sie an, großer Fan des Regisseurs David Lynch zu sein.

### Persönliches
Ab 2017 studierte Eili Harboe an der Universität Oslo Kunstgeschichte. Sie hat bereits einen Bachelorabschluss im Fach Englische Literatur.
Seit ihrer Kindheit war sie in verschiedenen norwegischen Bands aktiv, darunter als Sängerin in einer Acid-Jazz-Funk-Band sowie in einem Hip-Hop-Orchester.

## Filmografie (Auswahl)
- 2012: Kompanie Orheim (Kompani Orheim)
- 2013: Küss mich, verdammt nochmal! (Kyss meg for faen i helvete)
- 2014: Autumn Harvest (Kurzfilm)
- 2015: The Wave – Die Todeswelle (Bølgen)
- 2016: Doktor Proktors Zeitbadewanne (Doktor Proktors Tidsbadekar)
- 2017: Espen und die Legende vom Bergkönig (Askeladden – I Dovregubbens Hall)
- 2017: Thelma
- 2019: Espen und die Legende vom goldenen Schloss (Askeladden – i Soria Moria Slott)
- 2019: Beforeigners – Mörderische Zeiten (Beforeigners, Fernsehserie, 6 Folgen)
- 2021: Prosjekt Z
- 2021: Bislett bnb (Fernsehserie, Folge 1x02 Krumspringa)
- 2022: Nightmare – Manche Albträume enden nie (Marerittet)
- 2023: Arkitekten (Fernsehserie)
- 2023: Fling (Fernsehserie)
- 2023: Succession (Fernsehserie)
- 2023: The Fortress (Festning Norge, Fernsehserie)

## Auszeichnungen und Nominierungen
Ástor Award – Festival Internacional de Cine de Mar del Plata
- 2017: Silver Ástor for Best Actress (Beste Schauspielerin) für Thelma[6]

Shooting Star Awards – Internationale Filmfestspiele Berlin
- 2018: Norwegischer Shooting Star des europäischen Films[7]